# Santiago Chalmovsky
Santiago Chalmovsky (Buenos Aires, 23 giugno 1959) è un ex pallanuotista tedesco, vincitore di una medaglia di bronzo alle olimpiadi di Los Angeles 1984.